# Een gevangene van belang
Een gevangene van belang was een hoorspel van James Follett. The Very Important Prisoner was het derde deel van de serie The War Behind The Wire en werd door de BBC uitgezonden op 22 september 1977. Het was gebaseerd op A Taste Of Freedom: Stories of the German And Italian Prisoners Who Escaped from Camps in Britain During World War II (1964) van Robert Jackson. Het werd vertaald door Gisèle Gouverne en de AVRO zond het uit op woensdag 29 oktober 1986, als derde deel van de serie Oorlog achter prikkeldraad. De regisseur was Hero Muller. Het hoorspel duurde 43 minuten.

## Rolbezetting
- Hans Veerman, verteller
- Wim de Meyer, Max
- Robert Sobels, de kwekerijbeheerder
- Hans Karsenbarg, de ondervrager & een rechter
- Patty Pontier, een eerste fruitkweekster
- Jacqueline Blom, een tweede fruitkweekster
- Bea Meulman, Doris
- Filip Bolluyt, Alex

## Inhoud
Het was de eenvoudigste ontsnapping van allemaal: er waren geen zoeklichten, geen tunnels of aaneengeknoopte lakens, en er was geen prikkeldraad. Alexander Todt en Doris Blake wandelden naar het station en namen een trein naar Londen. Todt was een modelgevangene, maar zijn liefde voor een Engels meisje en de wens om na de oorlog zo snel mogelijk terug te keren naar Duitsland zetten hem ertoe aan samen met Doris te ontsnappen vóór zijn officiële repatriëring.